# Norbert Bézard
Norbert Bézard (Loué, 1896 – Parigi, 1956) è stato un sindacalista francese.

## Biografia
Norbert Bézard ha collaborato con Le Corbusier per un progetto di fattoria radiosa e villaggio cooperativo. Membro del partito politico fascista francese Le Faisceau, ha scritto su varie riviste, ispirato al pensiero di Hubert Lagardelle e del fascismo italiano.